# Auerbach (Bensheim)
Auerbach ist mit etwa 10.000 Einwohnern der größte Stadtteil der Stadt Bensheim an der Bergstraße im südhessischen Landkreis Bergstraße.
Auerbach (früher Urbach) war jahrhundertelang eine selbstständige Gemeinde und wurde erst 1939 nach Bensheim eingemeindet. Der Name leitet sich von dem Flüsschen Auer ab, das aus dem Odenwald kommend über den Winkelbach dem Rhein zufließt. Der Ort war bekannt für den Auerbacher Marmor.

## Geographie

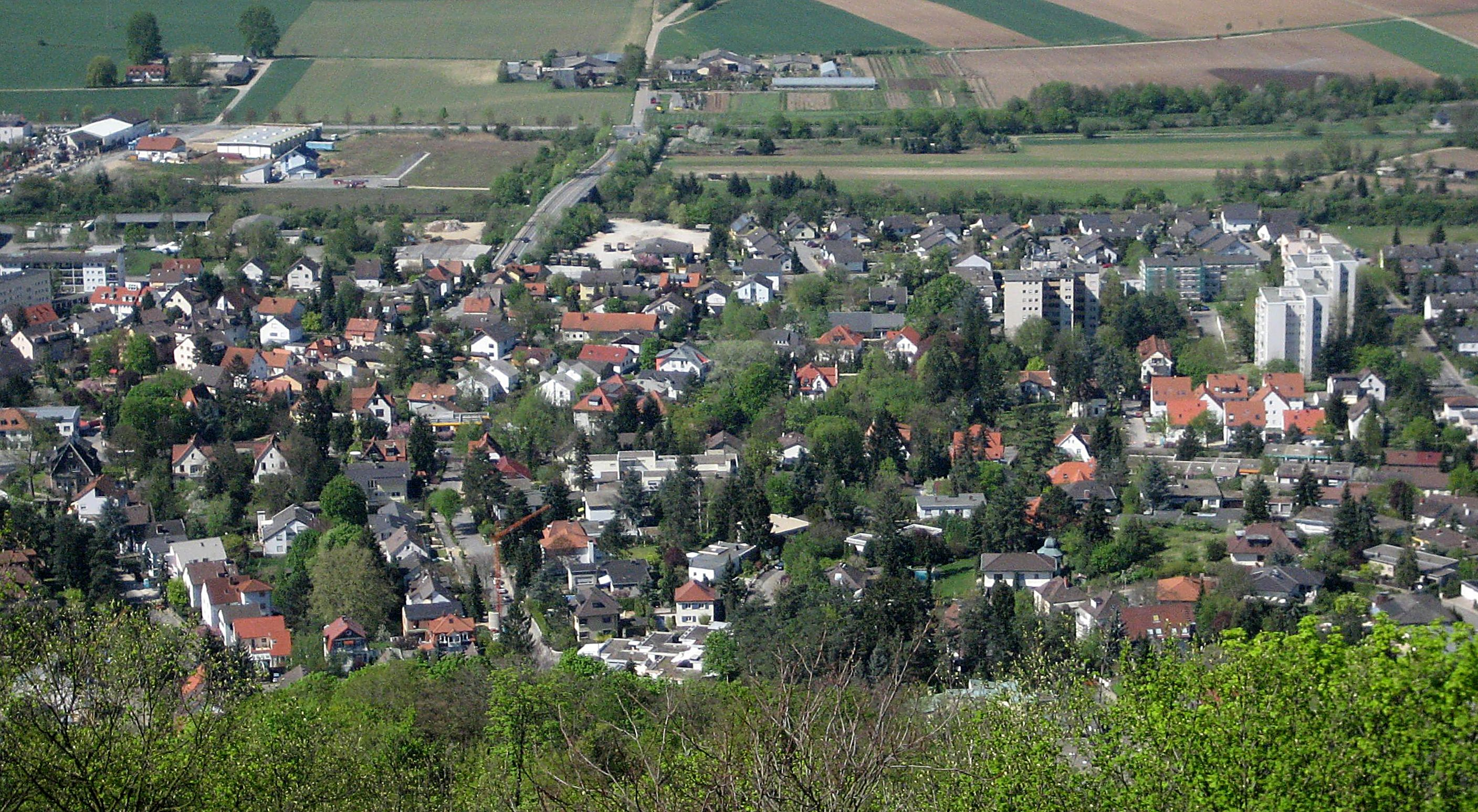
Blick auf Auerbach vom Schloss aus gesehen

### Geographische Lage
Auerbach erstreckt sich vom östlichen Rande der Oberrheinischen Tiefebene bis in die Hänge des westlichen Odenwaldes und liegt am Fuße des Melibokus (517,4 m ü. NHN) und an dessen südlichem Ausläufer, dem Schlossberg Auerberg (345,9 m ü. NHN) mit dem Schloss Auerbach.
Im Norden befindet sich Zwingenberg, an der Strecke nach Darmstadt liegen das Schloss Alsbach und die Burg Frankenstein. Nach Süden führt der Weg über Bensheim und Heppenheim ins Badische nach Heidelberg oder Mannheim. Nach Osten geht es über Hochstädten und Balkhausen in den Odenwald. Hinter Balkhausen erreicht man die Kuralpe und den Felsberg mit dem Felsenmeer. Im Westen, im Hessischen Ried, liegen die Bensheimer Stadtteile Schwanheim und Fehlheim, sowie Rodau, Stadtteil von Zwingenberg, über das es nach Gernsheim an den Rhein geht.

### Klima
Der Ort liegt in der Region Bergstraße, die zu den wärmsten Regionen Deutschlands gehört und auch die Riviera Deutschlands genannt wird. Sie zieht sich von Nußloch beziehungsweise Wiesloch (Baden-Württemberg) bis nach Darmstadt. Das milde Klima begünstigt den Weinbau. Als blühender Garten zeigt sich die Bergstraße zum Frühlingsanfang, wenn Kirsch-, Pfirsich- und Mandelbäume in der Regel zwei bis drei Wochen früher als im übrigen Deutschland aus dem Winterschlaf erwachen.

## Geschichte

### Mittelalter

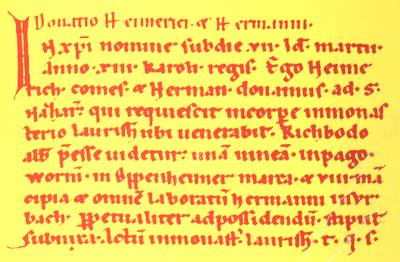
Urkunde 1539 des Lorscher Codex mit der Erwähnung Urbachs

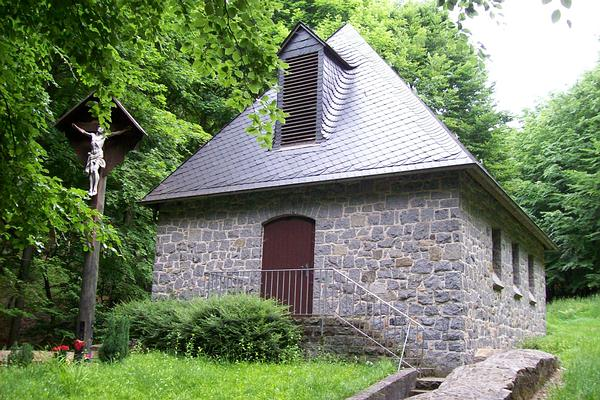
Die Kapelle Zur Not Gottes

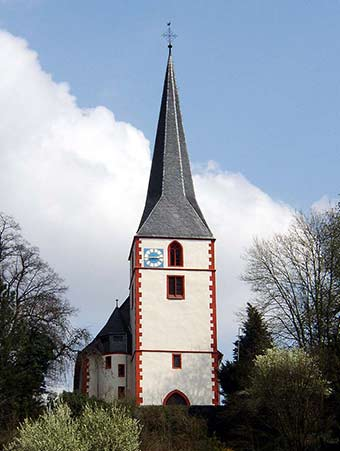
Bergkirche in Auerbach

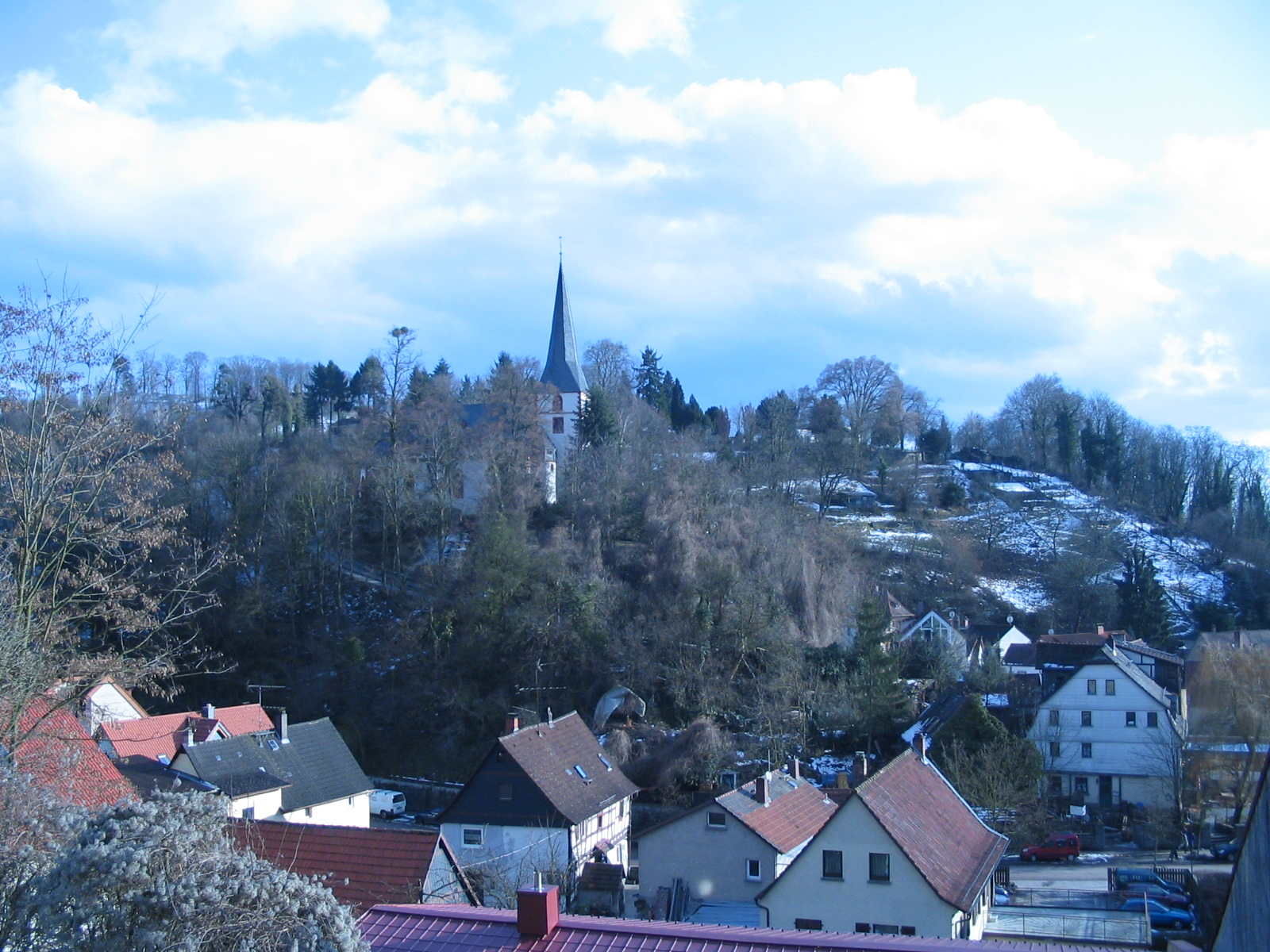
Blick auf Auerbach südlich der Bachgasse im Vorfrühling

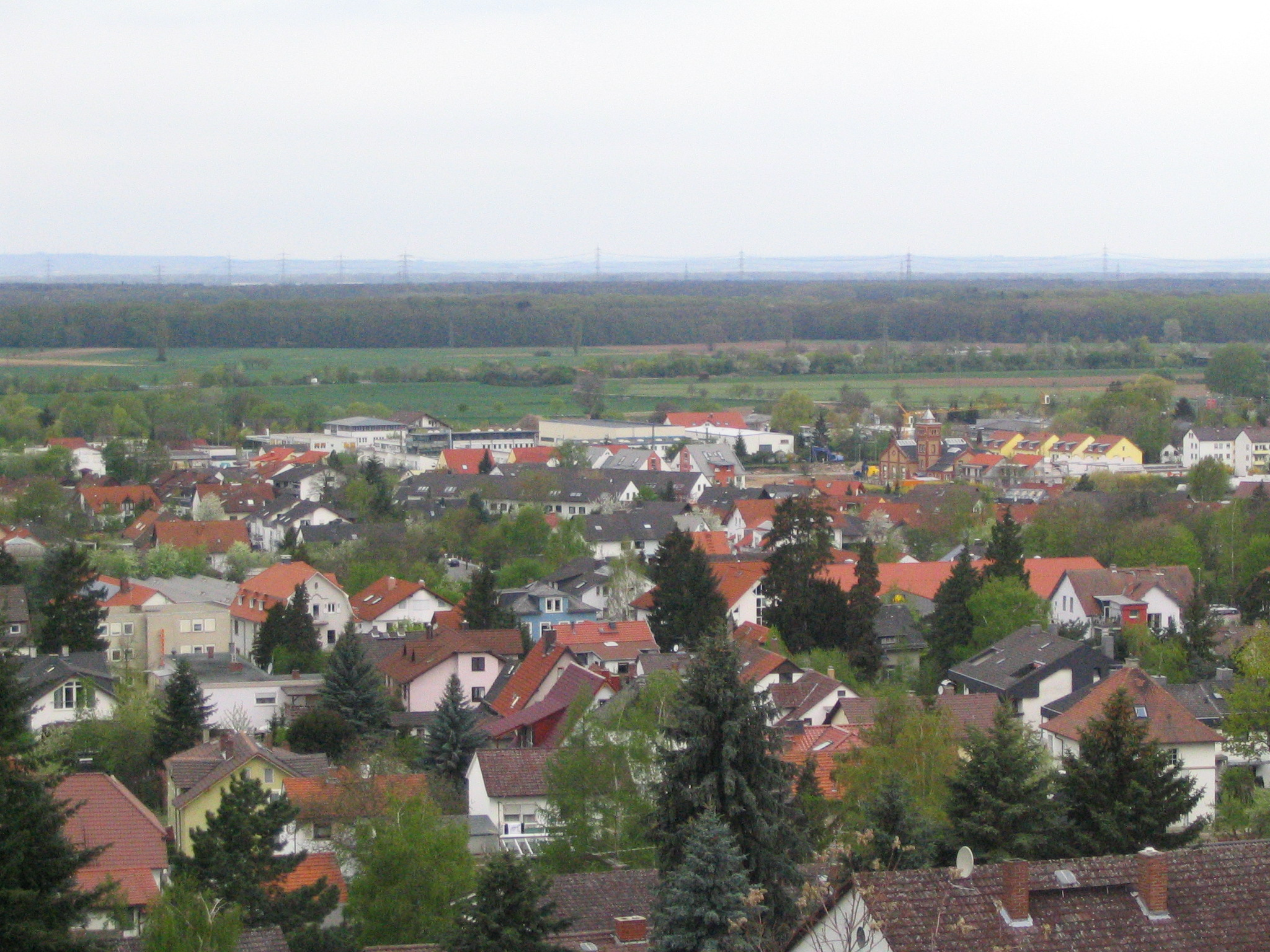
Auerbach westlich der Darmstädter Straße

Im Jahr 781, wahrscheinlicher aber 786, wurde Auerbach erstmals in der Urkunde 1539 im Lorscher Codex als Urbach erwähnt. Der erste namentlich bekannte Auerbacher ist ein „Hermann in Urbach“, der seine Arbeitsleistung für das Kloster Lorsch erbringen musste.
Im Jahr 773 machte Karl der Große dem Kloster Lorsch die Schenkung der Mark Heppenheim. Im Zusammenhang mit dieser Schenkung entwickelten sich Grenzstreitigkeiten zwischen dem Kloster Lorsch und dem Bistum Worms, die 795 zur Einberufung eines Schiedsgerichtes führten. Als Ergebnis dieses Schiedsgerichtes wurde eine neue Grenzbeschreibung festgelegt, die nun auch die wichtigsten Orte innerhalb der Grenzen der Mark Heppenheim benannte, nämlich Furte (Fürth), Rintbach (Rimbach), Morlenbach (Mörlenbach), Birkenowa (Birkenau), Winenheim (Weinheim), Hepenheim (Heppenheim), Besinsheim (Bensheim), Urbach (Auerbach), Lauresham (Lorsch) und Bisestat (Bürstadt).
Über die Jahrhunderte danach liegen keine gesicherten Erkenntnisse vor. Durch Heirat der Hildegard von Henneberg kamen Teile der Bergstraße um 1135 an Heinrich II. von Katzenelnbogen, der im Jahre 1138 von König Konrad III. zum Grafen erhoben wurde.
Auerbach gehörte nun zur Grafschaft Katzenelnbogen mit dem Hauptort Katzenelnbogen. Die Grafschaft Katzenelnbogen war in eine Niedergrafschaft, am Rhein um St. Goar gelegen, und eine Obergrafschaft, in Südhessen gelegen, aufgeteilt.
Im 13. Jahrhundert bauten die Grafen die Einsiedelei Zu den Einsiedeln auf dem Auerberg zu einer Kapelle aus. Die Bergkirche in Auerbach hat ihren Ursprung ebenfalls im 13. Jahrhundert. Bereits in romanischer Zeit hatte an dieser Stelle eine kleinere Kirche gestanden, deren Bauherr die Grafschaft Katzenelnbogen war. Mit dem Anwachsen der Gemeinde musste der Kirchenbau wiederholt erweitert werden. In der Spätgotik erhielt die Kirche ihren Westturm mit Spitzhelm. Über dem Portal, das ins Kirchenschiff führt, ist die Jahreszahl 1479 eingehauen. Die Eingangstür zwischen Turm und Kirchenschiff ist das älteste und kunsthistorisch bedeutendste Ausstattungselement der Kirche. Die mit einer Eisenornamentik versehene Zweiflügeltür ist vom romanischen Vorgängerbau erhalten geblieben.
Vermutlich ab 1222 erfolgte die Erbauung des Auerbacher Schlosses auf dem Auerberg (Urberg) durch den Grafen Diether IV. von Katzenelnbogen. Von 1247 datiert die erste urkundliche Erwähnung der Burg auf dem Urberg und von 1257 die erste Urkunde die auf dem Urberg gefertigt wurde.
1260 erfolgte durch die Brüder Diether V. (Begründer der älteren Linie) und Eberhard I. (Begründer der jüngeren Linie) die Teilung der Grafschaft Katzenelnbogen, wobei Eberhard I. vermehrt Besitz in der Obergrafschaft, mit Auerbach und Auerbacher Schloss, hatte. Zwingenberg jedoch fiel an Diether V., der vermehrt Besitz in der Niedergrafschaft hatte.
1318 teilten sich Berthold III. (Bertolf) und sein Neffe Eberhard II., beide aus der jüngeren Linie, ihren Besitz in der Obergrafschaft auf, wobei Auerbach und Schloss Auerbach zwischen Bertolf und Eberhard von Katzenelnbogen geteilt wurden.
1402 wurden in Erbfolge die beiden Linien, durch die Heirat von Johann IV. von Katzenelnbogen (jüngere Linie) und Anna von Katzenelnbogen (ältere Linie) im Jahre 1383, wieder zusammengeführt.
1479 fielen Auerbach und Schloss durch den Tod des letzten Grafen Philipp I. – des Älteren – von Katzenelnbogen an dessen Schwiegersohn, den Landgrafen Heinrich III. von Hessen. Dadurch wurde zwischen Auerbach und Bensheim die Landesgrenze von der Landgrafschaft Hessen und dem Fürstentum Kurmainz gezogen. Im Südosten schloss sich bei Schönberg die Grafschaft Erbach mit dem Schloss Schönberg an.
Im Jahre 1526 führte Landgraf Philipp I. von Hessen die Reformation ein. Nach dem damaligen Grundsatz cuius regio, eius religio mussten die Untertanen die Religion des jeweiligen Landesfürsten annehmen. 1528 wurde der erste evangelische Pfarrer eingeführt. Damit hatte die katholische Gemeinde Auerbach aufgehört zu existieren, und die dem Heiligen Nikolaus geweihte Bergkirche (1479) wurde evangelische Pfarrkirche. Damit befand sich zwischen Auerbach (evangelisch) und Bensheim (katholisch) auch eine Konfessionsgrenze.
1567 kam Auerbach durch Erbfolge an die neue Landgrafschaft Hessen-Darmstadt.

### Dreißigjähriger Krieg
Der Dreißigjährige Krieg (1618–1648) verwüstete auch an der Bergstraße das Land, schändete Mensch und Tier, und die Pest und andere Krankheiten raffte die Bevölkerung dahin.
So ist in einer Chronik zu lesen: So soll Graf Mansfeld 1622 durch Auerbach gezogen sein. Den schon zügellosen Mansfelder Kriegsvölkern folgten nun Plünderer und Mordbrenner, denen sich ein Dutzend Bensheimer, dazu andere übelwollende Nachbarn aus dem pfälzischen Gebiet angeschlossen hatten. Die Kirche wurde aufgebrochen und verwüstet, nahezu alle Häuser litten Schäden, die Menschen wurden misshandelt und die Tiere weggeführt. Das Tal hinauf brannten die Mühlen, Hochstädten erlebte die gleiche Heimsuchung. Die handgreifliche Beteiligung der Leute aus Bensheim wirkte lange nach. Und weiter: Auf dem Hause Auerberg (Auerbacher Schloss) ist nichts mehr, sondern alles in anno 1634 durch die Soldaten verbrannt und weggenommen worden.

### Neuzeit

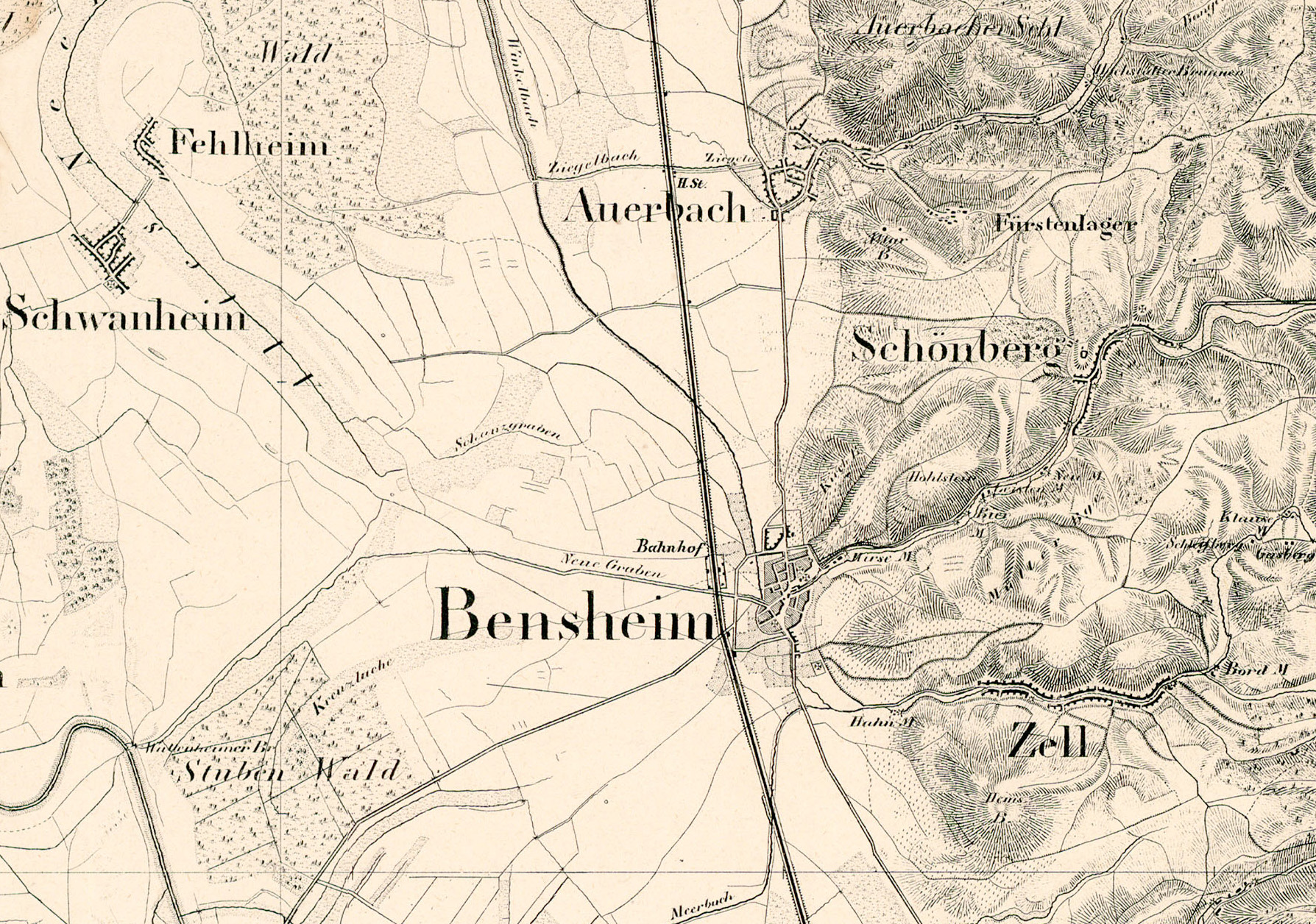
Karte des Großherzogtums Hessen von 1832 bis 1850 mit Auerbach und dem seinerzeit deutlich entfernten Bensheim

In der Zeit danach bis 1693 zogen immer wieder, vor allem französische Truppen, an und durch die Bergstraße, so unter Henri de La Tour d’Auvergne, vicomte de Turenne und General Lorges. Die Verwüstungen waren so gravierend, dass das Auerbacher Schloss in dem Zustand als Ruine zurückblieb, wie er heute noch erhalten ist. Die Burg blieb verwaist zurück. Was nicht niet- und nagelfest war, wurde im Ort gebraucht und vom Schloss geholt.
1766 wurde die schon vorher bekannte mineralhaltige Quelle im Roßbachtal erneut erschlossen. Die bis heute erhaltene rotundenförmige Brunnenfassung wurde 1767 gebaut und 1768 wurden zwei Wohnpavillons gebaut, sowie die ersten Alleen angelegt. 1790 begann die Landgrafschaft mit dem Ausbau des Fürstenlagers zur Sommerresidenz. 1772 erbaute der Landgraf Ludwig IX. den Aussichtsturm auf dem Melibokus.
Das ausgehende 18. und beginnende 19. Jahrhundert brachte Europa weitreichende Änderungen. Als Folge der Revolutionskriege wurde bereits 1797 das „Linke Rheinufer“ und damit der linksrheinische Teil von Kurmainz durch Frankreich annektiert. In seiner letzten Sitzung verabschiedete im Februar 1803 der Immerwährende Reichstag in Regensburg den Reichsdeputationshauptschluss, der die Bestimmungen des Friedens von Luneville umsetzte, und die territorialen Verhältnisse im Heiligen Römischen Reich (Deutscher Nation) neu regelte. Dabei erhielt die Landgrafschaft Hessen-Darmstadt, als Ausgleich für verlorene linksrheinische Gebiete, unter anderem Teile der aufgelösten Fürstentümer Kurmainz und Kurpfalz sowie des Bistums Worms zugesprochen.

#### 19. Jahrhundert
In der Landgrafschaft Hessen-Darmstadt wurde mit Ausführungsverordnung vom 9. Dezember 1803 das Gerichtswesen neu organisiert. Für das Fürstentum Starkenburg wurde das „Hofgericht Darmstadt“ als Gericht der zweiten Instanz eingerichtet. Die Rechtsprechung der ersten Instanz wurde durch die Ämter bzw. Standesherren vorgenommen. Das Hofgericht war für normale bürgerliche Streitsachen Gericht der zweiten Instanz, für standesherrliche Familienrechtssachen und Kriminalfälle die erste Instanz. Übergeordnet war das Oberappellationsgericht Darmstadt.
1821 ging die erstinstanzliche Rechtsprechung in Auerbach auf das neu eingerichtete Landgericht Zwingenberg über, ab 1879 war das Amtsgericht Zwingenberg zuständig, das 1934 aufgelöst wurde. Seitdem ist das Amtsgericht Bensheim zuständig.
Unter Druck Napoleons wurde 1806 der Rheinbund gegründet, dies geschah mit dem gleichzeitigen Reichsaustritt der Mitgliedsterritorien.
Dies führte am 6. August 1806 zur Niederlegung der Reichskrone, womit das alte Reich aufhörte zu bestehen.
Am 14. August 1806 wurde die Landgrafschaft Hessen-Darmstadt, gegen Stellung hoher Militärkontingente an Frankreich und den Beitritt zum Rheinbund, von Napoleon zum Großherzogtum erhoben, anderenfalls drohte er mit Invasion.
Im Jahr 1814 wurde die Leibeigenschaft im Großherzogtum aufgehoben.
Nach der endgültigen Niederlage Napoléons regelte der Wiener Kongress 1814/15 auch die territorialen Verhältnisse für Hessen und bestätigte die Grenzen des Fürstentums Starkenburg. Darüber hinaus wurden dem Großherzogtum Hessen durch Artikel 47 weitere Gebiete zugewiesen, unter anderem Worms, Alzey, Bingen und Mainz, ein Gebiet, das als Rheinhessen bezeichnet wurde. 1815 trat das Großherzogtum dem Deutschen Bund bei.
1816 wurden im Großherzogtum Provinzen gebildet und das vorher als „Fürstentum Starkenburg“ bezeichnete Gebiet, das aus den südlich des Mains gelegenen alten hessischen und den ab 1803 hinzugekommenen rechtsrheinischen Territorien bestand, in „Provinz Starkenburg“ umbenannt.
Am 17. Dezember 1820 wurde das Großherzogtum mit der Einführung der „Verfassung des Großherzogtums Hessen“ eine konstitutionelle Monarchie, in der der Großherzog aber noch große Machtbefugnisse hatte. Die noch bestehenden standesherrlichen Rechte wie Niedere Gerichtsbarkeit, Zehnten, Grundzinsen und andere Gefälle blieben aber noch bis 1848 bestehen.
Die Statistisch-topographisch-historische Beschreibung des Großherzogthums Hessen berichtet 1829 über Auerbach:

„Auerbach (L. Bez. Bensheim) luth. Pfarrdorf; liegt in der Bergstraße an der von Darmstadt nach Bensheim führenden Chausses, von ersterem Ort 5 und vom andern 1⁄2 St. entfernt, und zieht sich mit dem größeren Theil zu beiden Seiten eines Bachs in ein enges Seitenthal hinauf. Man findet 202 Häuser und 1574 Einw., die bis auf 6 Kathol., 4 Reform. und 79 Juden, alle lutherisch sind. Die Kirche liegt etwas hoch. Der Ort treibt Weinbau; auch werden hier gute Penduluhren verfertigt. In der Nähe liegen das Fürstenlager und die Ruinen des Auerbacher Schlosses. Die Gemarkung enthält 8 Mühlen, eine Art Marmor, einen vortrefflichen Kalkstein und Mineralquellen. Auerbach ist ein Badeort, der in den Kurmonaten von den Honoratioren der Umgegend sehr häufig besucht wird. Die Quelle wurde erst 1739 recht bekannt und 1777 mit einer Einfassung versehen. Das Wasser wird theils getrunken, theils zum Baden gebraucht. Im erstern Fall dient es gegen chronische Uebel, Hypochondrie und Ausschläge; im andern in Krankheiten, die von einer Schwäche der festeren Theile herrühren. Es enthält vorzüglich Eisen, flüchtige Mineralsäure, verbunden mit alkalischen, kalkartigen Erden und einem feuerbeständigen alkalischen Salze. Der Brunnen entspringt 1⁄4 St. vom Orte im Roßbacher Thale, und 1⁄8 St. von Auerbach, im Hochstädter Thale, sind zwei Quellen von gleichem Gehalte. Zum Verführen in entferntere Gegenden hält sich das Wasser nicht. – Auerbach war als ein Eigenthum der fränkischen Könige an Lorsch, und von diesem an Mainz gekommen, und wird in Urkunden von 773 und 775 das Dorf Urbach genannt. Mainz belehnte, 1420, den Grafen Johann von Katzenellenbogen mit dem Dorfe, das jedoch lange vorher katzenellenbogisch war. Mit der Grafschaft Katzenellenbogen kam der Ort an Hessen. Ursprünglich war der Ort ein Filial von Bensheim, hatte jedoch vor dem Ort seine eigene Kapelle, zur Gnade Gottes genannt, die bei der Reformation abgebrochen wurde. Um die Mitte des 15ten Jahrhunderts hatte Auerbach eine eigene, von Bensheim ganz unabhängige Pfarrkirche im Dorfe erhalten. – In der Nähe war ein Silberbergwerk, das 1517 verliehen wurde; auch soll in dem Bach früher Gold gewaschen worden seyn, so daß auch Manche den Namen Auerbach von aurum ableiten wollen.“

Nachdem sich auch für Auerbach am Ende des 19. Jahrhunderts langsam das Industriezeitalter ankündigte, konnten mit der Inbetriebnahme der Teilstrecke Langen (Hessen)–Darmstadt–Heppenheim der Main-Neckar-Bahn am 22. Juni 1846 große Fortschritte in der Infrastruktur erreicht werden. Mit der endgültigen Inbetriebnahme der Strecke am 9. Oktober 1846 waren drei damalige deutsche Staaten, nämlich Preußen mit Frankfurt am Main, das Großherzogtum Hessen und das Großherzogtum Baden, eisenbahntechnisch verbunden. 1850 wurde das heute noch existierende Empfangsgebäude des Bahnhofs in Auerbach eingeweiht. Der 1. November 1896 war für die Entwicklung Auerbachs ein großer Tag, denn auf der Kirchweih brannte das erste elektrische Licht in der Region, das von dem kurz vorher in Auerbach errichteten Elektrizitätswerk geliefert wurde. Das E-Werk war von dem Deutsch-Amerikaner Beck errichtet worden und lieferte Strom sowohl an private Haushalte als auch zur Straßenbeleuchtung.
1914 wurde das mit Gleichstrom arbeitende Werk an das „Gruppengaswerk Bergstraße AG“, womit die „Gruppen-Gas- und Elektrizitätswerk Bergstraße AG“ entstand. Das Werk war bis zum Jahr 1920 in Betrieb, bevor es stillgelegt wurde.
Im Großherzogtum Hessen änderten sich mehrmals die Verwaltungseinheiten. Bis 1821 gehörte Auerbach zum Amt Zwingenberg und kam dann in den Landratsbezirk Bensheim. 1832 wurde die Verwaltung wieder geändert und Auerbach in den Kreis Bensheim eingegliedert. Infolge der Märzrevolution 1848 wurden mit dem „Gesetz über die Verhältnisse der Standesherren und adeligen Gerichtsherren“ vom 15. April 1848 die standesherrlichen Sonderrechte endgültig aufgehoben.
Darüber hinaus wurden in den Provinzen, die Kreise und die Landratsbezirke des Großherzogtums am 31. Juli 1848 abgeschafft und die beiden Kreise Bensheim und Heppenheim zum Regierungsbezirk Heppenheim zusammengeschlossen. Diese Verwaltungsreform hatte jedoch nur knapp vier Jahre Bestand, denn im Mai 1852 wurde die Zusammenlegung wieder aufgehoben und Auerbach kam wieder in den Kreis Bensheim. Die damals geschaffene Gliederung hatte mehr als acht Jahrzehnte Bestand.
1870 provoziert der preußische Ministerpräsident Otto von Bismarck durch die sogenannte Emser Depesche den Deutsch-Französischen Krieg, in dem das Großherzogtum Hessen als Mitglied des Norddeutschen Bundes an der Seite Preußens teilnahm. Noch vor dessen offiziellen Ende am 10. Mai 1871 traten die süddeutschen Staaten dem Norddeutschen Bund bei und am 1. Januar 1871 trat dessen neue Verfassung in Kraft, mit der er sich nun Deutsches Reich nannte.
Auf deutscher Seite forderte dieser Krieg ca. 41.000 Tote.
Mit dem Reichsmünzgesetz gab es Deutschland nur noch eine Währung, die Mark mit 100 Pfennigen als Untereinheit.

#### Zeit der Weltkriege
Am 1. August 1914 brach der Erste Weltkrieg aus, der im ganzen Deutschen Reich der positiven wirtschaftlichen Entwicklung ein Ende setzte. Als nach der deutschen Niederlage am 11. November 1918 der Waffenstillstand unterschrieben wurde, hatte Auerbach 87 Gefallene zu beklagen, während der Krieg insgesamt rund 17 Millionen Menschenopfer kostete.
Das Ende des Deutschen Kaiserreiches war damit besiegelt, und die unruhigen Zeiten der Weimarer Republik folgten, in denen zwischen 1921 und 1930 rund 566.000 Auswanderer versuchten, den schwierigen Verhältnissen in Deutschland zu entfliehen.
1918 wurde der Großherzog abgesetzt, und aus dem Großherzogtum Hessen wurde der Volksstaat Hessen.
Am 28. April 1928 wurde die Bergstraße von einem katastrophalen Unwetter getroffen, niemand in dem betroffenen Gebiet konnte sich an ähnliches erinnern. „Bensheim, Auerbach, Zell, das Ried und vor allem Zwingenberg boten ein Bild der Verwüstung“. Gewittersturm und Hagel vernichteten die Hoffnung auf eine Ernte und Wassermassen wälzten sich von den Hängen der Bergstraße in die betroffenen Orte. Der Bergsteiger Anzeiger schrieb: „Dammbrüche bei Auerbach führten zur Zerstörung der Felder, Weinberge sahen aus wie Schlachtfelder. Die Darmstädter Straße zwischen Auerbach und Bensheim war praktisch nicht passierbar, die Bachgasse völlig verschüttet, so dass die Neugierigen nicht durchkamen.Die Bachgasse ist ein unwegbarer Trümmerhaufen von Schutt, Steinen, Holz und Schlamm“.
Am 30. Januar 1933 wurde Adolf Hitler Reichskanzler, was das Ende der Weimarer Republik und den Beginn der Nationalsozialistischen Diktatur bedeutete.
Nach der 1936 erfolgten Auflösung der Provinzial- und Kreistage im nunmehrigen Volksstaat Hessen und der 1937 durchgeführten Aufhebung der Provinz Starkenburg brachte das Jahr 1938 eine Überprüfung der Kreisgrenzen, wodurch es zur Vereinigung der Kreise Bensheim und Heppenheim zum Landkreis Bergstraße mit der Kreisstadt Heppenheim kam.
Die zuständige Gerichtsbarkeit war während der Zugehörigkeit zu Hessen, von 1821 bis 1879 das Landgericht Zwingenberg und von 1879 bis 1934 das daraus hervorgegangene Amtsgericht Zwingenberg. Ab 1934 wurde der Amtsgerichtsbereich von Zwingenberg aufgehoben und dem Amtsgericht Bensheim zugeschlagen, das bis heute zuständig ist.
Die Novemberpogrome 1938 gingen an der Auerbacher Synagoge vorbei, da diese zu diesem Zeitpunkt schon aufgegeben war und nicht mehr als Gotteshaus diente. Ab 1984 wurde die Synagoge restauriert und als kulturelle Einrichtung genutzt. Nach 1933 waren ein Teil der zu diesem Zeitpunkt aus 31 Personen bestehenden jüdischen Gemeinde infolge der zunehmenden Repressalien weggezogen oder ausgewandert. 1937 löste sich die jüdische Gemeinde auf. Von den in Auerbach geborenen oder längere Zeit dort lebenden jüdischen Mitbürgern kam durch das NS-Regime 15 ums Leben.
Seit 1. April 1939 ist Auerbach ein Stadtteil von Bensheim.
Am 1. September 1939 begann mit dem Einmarsch deutscher Truppen in Polen der Zweite Weltkrieg, der in seinen Auswirkungen noch weit dramatischer war als der Erste Weltkrieg und dessen Opferzahl auf 60 bis 70 Millionen Menschen geschätzt werden.
In der Endphase des Zweiten Weltkrieges in Europa erreichen die amerikanischen Verbände Mitte März 1945 den Rhein zwischen Mainz und Mannheim. Am 22. März überquerte die 3. US-Armee bei Oppenheim den Rhein und besetzte am 25. März Darmstadt. In den ersten Stunden des 26. März 1945 überquerten amerikanische Einheiten bei Hamm und südlich von Worms den Rhein von wo sie auf breiter Front gegen die Bergstraße vorrücken. Am 27. März standen die amerikanischen Truppen in Lorsch, Bensheim und Heppenheim und einen Tag später waren Aschaffenburg am Main sowie der westliche und nördlichen Teil des Odenwaldes besetzt. Der Krieg in Europa endete mit der bedingungslosen Kapitulation aller deutschen Truppen, die am 8. Mai 1945 um 23:01 Uhr mitteleuropäischer Zeit in Kraft trat.
Außerhalb des Auerbacher Friedhofs liegen neben dem nordöstlichen Ausgang die Gräber von 22 Nazi-Opfern. Sie stammen aus dem Rüstungsbetrieb Ing. Hans Heymann, der nach der Bombardierung Darmstadts in das Marmorbergwerk bei Hochstädten verlegt wurde. Aufgrund seiner guten Beziehungen zum Leiter des SS-Wirtschafts-Verwaltungshauptamts Oswald Pohl konnte er sich KZ-Häftlinge aus Buchenwald beschaffen, die in einem nach KZ-Vorschriften eingerichteten Lager oberhalb des heutigen Tennisplatzes am Weiherweg untergebracht wurden. Das Lager wurde als Außenlager dem KZ Natzweiler-Struthof (Elsass) zugeordnet.
Außerdem erhielt der Unternehmer eine Gruppe von 130 griechischen Zwangsarbeitern zugeteilt, die am 17. August 1944 in einer blutigen Razzia in einem Stadtteil von Athen festgenommen und nach Auerbach verschleppt wurden. Sie waren in der ehemaligen Obst-Markthalle beim Bahnhof in Auerbach untergebracht und mussten jeden Morgen von dort bis zum Marmorbergwerk marschieren, wo sie in einer unterirdischen Halle den „Dom“ oder „Heymann-Saal“ für die geplante Rüstungsproduktion bauen mussten. Dass in den wenigen Monaten von September 1944 bis Ende März 1945 mehr als 10 der jungen Männer gestorben sind, die dann außerhalb der Friedhofsmauer von Auerbach – zusammen mit ermordeten KZ-Häftlingen – verscharrt wurden, war die Folge der brutalen Behandlung durch ihre Aufseher, die völlig mangelhafte Ernährung, Kleidung, medizinische Versorgung und die Unterbringung sowie die unmenschlichen Arbeitsbedingungen.
Zu einigen Überlebenden konnten durch eine Projektgruppe seit 1990 Kontakte hergestellt werden und sie wurden von der Stadt Bensheim insgesamt sechs Mal für einige Tage eingeladen. Dabei wurde auch eine Reihe von Interviews gemacht, die das ganze Ausmaß der schrecklichen Erfahrungen anschaulich darstellen.

#### Nachkriegszeit und Gegenwart
1939 kamen Vertriebene aus dem Saarland und dem Niederrhein in das Gebiet um Auerbach.
Allein rund 600.000 Menschen aus etwa 300 Dörfern und Städten der Pfalz und der Saarpfalz wurden zwischen 1939 und 1940 im Zuge des Baues des Westwalls in sogenannte kriegssichere Gebiete verfrachtet, vor allem mit Zügen und Lastwagen nach Bayern, Franken, Thüringen und Hessen.
Nach dem Zweiten Weltkrieg 1945/46 kamen viele Heimatvertriebene aus den ehemaligen deutschen Ostgebieten, Oberschlesien und Sudeten- und Egerland nach Auerbach.
1945 nach Ende des Zweiten Weltkriegs befand sich das Gebiet des heutigen Hessen in der amerikanischen Besatzungszone und durch Weisung der Militärregierung entstand Groß-Hessen, aus dem das Bundesland Hessen in seinen heutigen Grenzen hervorging und zu dem jetzt auch Bensheim-Auerbach gehörte. Die Bevölkerung stieg durch den Zuzug vieler Flüchtlinge und Vertriebene aus den ehemaligen deutschen Ostgebieten stark an.
1955 wurde Bensheim-Auerbach der einzige staatlich anerkannte Luftkurort an der Hessischen Bergstraße.
1955 nach über 400 Jahren seit der Reformation wurde in Auerbach eine eigene Katholische Pfarrkuratie errichtet.

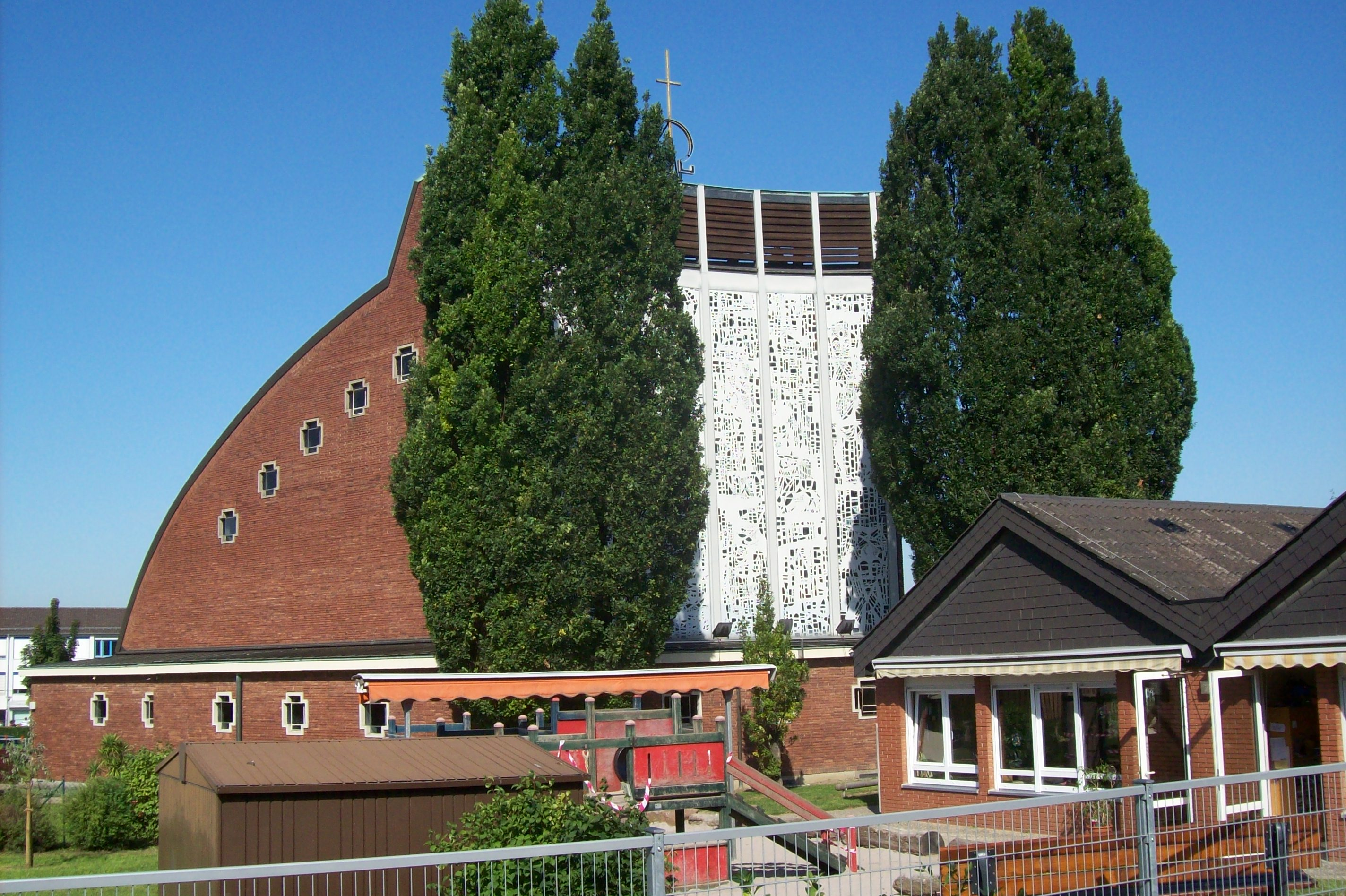
Die Hl.-Kreuz-Kirche von 1959

1958/1959 wird die heutige katholische Kirche Hl. Kreuz in Auerbach errichtet. Sie steht an der Grenze zweier alter Fürstentümer und damit an einer einst markanten Konfessionsgrenze – dem späteren Großherzogtum Hessen-Darmstadt und bei Rhein – und dem Kurfürstentum Mainz des Bistums Mainz.
Anfang der 1960er Jahre wurden zahlreiche Obstgärten und Wingerte links und rechts der B 3 (Darmstädter Straße, früher Heidelberger Straße) aufgegeben und zu Bauland deklariert. Es kam seit dieser Zeit zu einem stetigen Zuzug von Neubürgern und einem rasanten Anstieg der Bevölkerungszahl, der bis ins 21. Jahrhundert anhält.

### Verwaltungsgeschichte im Überblick
Die folgende Liste zeigt die Staaten und Verwaltungseinheiten, denen Auerbach angehört(e):
- vor 1479: Heiliges Römisches Reich, Grafschaft Katzenelnbogen, Obergrafschaft Katzenelnbogen
- ab 1479: Heiliges Römisches Reich, Landgrafschaft Hessen (durch Erbfall), Obergrafschaft Katzenelnbogen, Amt Zwingenberg und Jägersburg
- ab 1567: Heiliges Römisches Reich, Landgrafschaft Hessen-Darmstadt, Obergrafschaft Katzenelnbogen, Amt Zwingenberg und Jägersburg
- ab 1803: Heiliges Römisches Reich, Landgrafschaft Hessen-Darmstadt, Fürstentum Starkenburg, Amt Zwingenberg
- ab 1806: Großherzogtum Hessen,[Anm. 2] Fürstentum Starkenburg, Amt Zwingenberg[23]
- ab 1815: Großherzogtum Hessen[Anm. 3], Provinz Starkenburg, Amt Zwingenberg
- ab 1821: Großherzogtum Hessen, Provinz Starkenburg, Landratsbezirk Bensheim[Anm. 4]
- ab 1832: Großherzogtum Hessen, Provinz Starkenburg, Kreis Bensheim
- ab 1848: Großherzogtum Hessen, Regierungsbezirk Heppenheim
- ab 1852: Großherzogtum Hessen, Provinz Starkenburg, Kreis Bensheim
- ab 1871: Deutsches Reich,[Anm. 5] Großherzogtum Hessen, Provinz Starkenburg, Kreis Bensheim
- ab 1918: Deutsches Reich, Volksstaat Hessen,[Anm. 6] Provinz Starkenburg, Kreis Bensheim
- ab 1938: Deutsches Reich, Volksstaat Hessen, Landkreis Bergstraße[24][Anm. 7]
- ab 1939: Deutsches Reich, Volksstaat Hessen, Landkreis Bergstraße, Stadt Bensheim[Anm. 8]

### Bevölkerung

#### Einwohnerstruktur
Nach den Erhebungen des Zensus 2011 lebten am Stichtag dem 9. Mai 2011 in Auerbach 8921 Einwohner. Darunter waren 675 (7,6 %) Ausländer.
Nach dem Lebensalter waren 1629 Einwohner unter 18 Jahren, 3795 waren zwischen 18 und 49, 1815 zwischen 50 und 64 und 1695 Einwohner waren älter.
Die Einwohner lebten in 3990 Haushalten. Davon waren 1407 Singlehaushalte, 1014 Paare ohne Kinder und 1110 Paare mit Kindern, sowie 366 Alleinerziehende und 96 Wohngemeinschaften. In 819 Haushalten lebten ausschließlich Senioren und in 2766 Haushaltungen leben keine Senioren.

#### Einwohnerentwicklung
| • 1629: | 0127 Hausgesesse           |
| • 1806: | 1111 Einwohner, 154 Häuser |
| • 1829: | 1574 Einwohner, 202 Häuser |
| • 1867: | 1481 Einwohner, 230 Häuser |
| • 2016: | 9594 Einwohner             |
| • 2032: | 8700 Einwohner (Prognose)  |

| Auerbach: Einwohnerzahlen von 1791 bis 2023 | Auerbach: Einwohnerzahlen von 1791 bis 2023 | Auerbach: Einwohnerzahlen von 1791 bis 2023 | Auerbach: Einwohnerzahlen von 1791 bis 2023 | Auerbach: Einwohnerzahlen von 1791 bis 2023 |
| --- | ------------------------------------------- | ------------------------------------------- | ------------------------------------------- | ------------------------------------------- |
| Jahr |                                             |                                             |                                             | Einwohner                                   |
| 1791 | 1791                                        |                                             | 876                                         | 876                                         |
| 1800 | 1800                                        |                                             | 998                                         | 998                                         |
| 1806 | 1806                                        |                                             | 1.111                                       | 1.111                                       |
| 1829 | 1829                                        |                                             | 1.574                                       | 1.574                                       |
| 1834 | 1834                                        |                                             | 1.494                                       | 1.494                                       |
| 1840 | 1840                                        |                                             | 1.531                                       | 1.531                                       |
| 1846 | 1846                                        |                                             | 1.334                                       | 1.334                                       |
| 1852 | 1852                                        |                                             | 1.556                                       | 1.556                                       |
| 1858 | 1858                                        |                                             | 1.570                                       | 1.570                                       |
| 1864 | 1864                                        |                                             | 1.451                                       | 1.451                                       |
| 1871 | 1871                                        |                                             | 1.469                                       | 1.469                                       |
| 1875 | 1875                                        |                                             | 1.542                                       | 1.542                                       |
| 1885 | 1885                                        |                                             | 1.811                                       | 1.811                                       |
| 1895 | 1895                                        |                                             | 1.960                                       | 1.960                                       |
| 1905 | 1905                                        |                                             | 2.358                                       | 2.358                                       |
| 1910 | 1910                                        |                                             | 2.559                                       | 2.559                                       |
| 1925 | 1925                                        |                                             | 3.138                                       | 3.138                                       |
| 1946 | 1946                                        |                                             | ?                                           | ?                                           |
| 1961 | 1961                                        |                                             | ?                                           | ?                                           |
| 1980 | 1980                                        |                                             | ?                                           | ?                                           |
| 2007 | 2007                                        |                                             | 8.981                                       | 8.981                                       |
| 2011 | 2011                                        |                                             | 8.931                                       | 8.931                                       |
| 2015 | 2015                                        |                                             | 9.489                                       | 9.489                                       |
| 2019 | 2019                                        |                                             | 9.585                                       | 9.585                                       |
| 2023 | 2023                                        |                                             | 9.595                                       | 9.595                                       |
| Datenquelle: Historisches Gemeindeverzeichnis für Hessen: Die Bevölkerung der Gemeinden 1834 bis 1967. Wiesbaden: Hessisches Statistisches Landesamt, 1968. Weitere Quellen: LAGIS; 1791; 1800; Stadt Bensheim; Zensus 2011 |                                             |                                             |                                             |                                             |

### Gerichte
Die zuständige Gerichtsbarkeit der ersten Instanz war:
- ab 1803: Amt Zwingenberg
- ab 1821: Landgericht Zwingenberg
- ab 1879: Amtsgericht Zwingenberg
- ab 1934: Amtsgericht Bensheim

## Politik

### Ortsbeirat

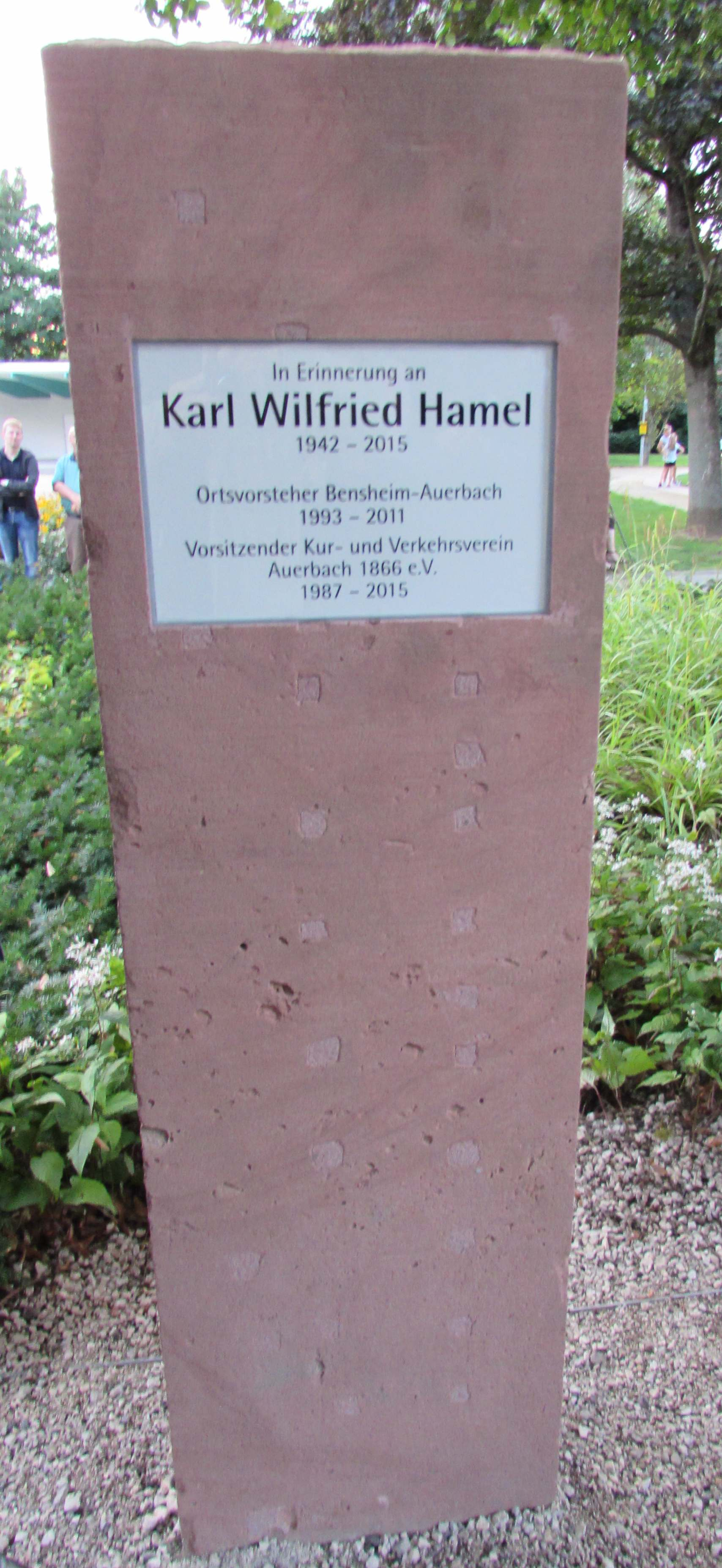
Gedenkstein für Karl Wilfried Hamel, enthüllt am 17. August 2017

Die Kommunalwahlen seit 2011 lieferten folgende Ergebnisse:
| Parteien und Wählergemeinschaften | Parteien und Wählergemeinschaften           | % 2021 | Sitze 2021 | % 2016 | Sitze 2016 | % 2011 | Sitze 2011 |
| CDU                               | Christlich Demokratische Union Deutschlands | 34,8   | 4          | 37,7   | 4          | 36,8   | 4          |
| SPD                               | Sozialdemokratische Partei Deutschlands     | 16,4   | 2          | 18,6   | 2          | 22,6   | 3          |
| FDP                               | Freie Demokratische Partei                  | 8,8    | 1          | 9,4    | 1          | 5,3    | 1          |
| GLB                               | Grüne Liste Bensheim                        | 26,0   | 3          | 15,6   | 2          | 13,9   | 2          |
| FWG                               | Freie Wählergemeinschaft Bensheim           | 5,9    | 0          | 7,0    | 1          | 9,5    | 1          |
| Bürger                            | Bürger für Bensheim                         | 7,8    | 1          | 11,5   | 1          | –      | –          |
| gesamt                            | gesamt                                      | 100,0  | 11         | 100,0  | 11         | 100,0  | 11         |
| Wahlbeteiligung in %              | Wahlbeteiligung in %                        | 48,48  | 48,48      | 45,2   | 45,2       | 40,5   | 40,5       |

Die Vorsitzenden des Ortsbeirates sind nach der Kommunalwahl 2021:
- Ortsvorsteher: Robert Schlappner (CDU/parteilos)
- Stellvertreter: Michael Krapp (GLB)
- Stellvertreter: Rolf Schepp (FDP)
- Stellvertreter: Ralph Stühling (SPD)
- Stellvertreterin: Barbara Ottofrickenstein-Ripper (BFB)

Der von 1993 bis 2011 amtierende parteilose Ortsvorsteher Karl Wilfried Hamel († 5. April 2015) wurde zum Ehrenortsvorsteher ernannt.

### Wappen
Das Wappen von Auerbach zeigt oben den Löwen der Grafen von Katzenelnbogen und unten die drei goldenen Münzen (oder Goldklumpen) zur Legende des Heiligen Nikolaus von Myra. Der Löwe der Katzenelnbogener ist ebenfalls in den Wappen von Darmstadt, Zwingenberg, Pfungstadt, Katzenelnbogen und St. Goar zu sehen.

## Sehenswürdigkeiten und Kultur

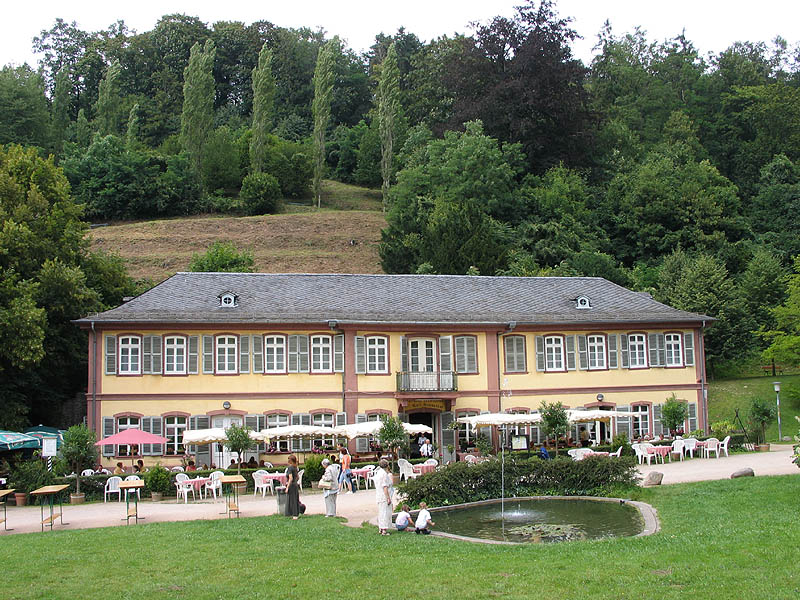
Herrenhaus des Fürstenlagers

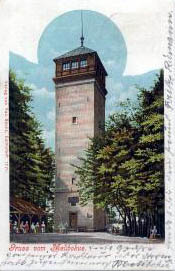
Der ehemalige Melibokusturm auf einer Postkarte von 1905

### Bachgasse
Eine lokale Attraktion ist die Bachgasse mit einigen alten Fachwerkhäusern. Über der von dem kleinen Bach Auer durchflossenen Gasse befindet sich die Auerbacher Bergkirche.
Die Bachgasse führt in nordöstlicher Richtung über das Mühltal nach Hochstädten, einem der neun Stadtteile Bensheims. Das Mühltal hat seinen Namen von den sieben Mühlen die von Auerbach bis Hochstädten, eine nach der anderen das Tal hinauf an der Auer standen. Die Dorfmühle im Ortskern ist heute ein Weinlokal, die Ranzenbergermühle ist heute Standort des Alten- und Pflegeheims Wiesengrund, die Gagelsmühle Atelier und Wohnhaus eines in Auerbach ansässigen Künstlers, die Kadels-, Wiemers-, Mößingers- und Jungmühle werden als Wohnhäuser genutzt.
Wenige hundert Meter vor dem Ortsende führt die Bachgasse rechts zum Staatspark Fürstenlager, mit dem Herrenhaus, dem Prinzen- und dem Damenbau.
Durch die Weidgasse, an einem Kriegerdenkmal vorbei, führt der Burgweg, der ehemalige Zugang zur Burg, zum Auerbacher Schloss.

### Bergkirche
Die dem Heiligen Nikolaus geweihte, wahrscheinlich um 1260/70 auf einer weithin sichtbaren Anhöhe entstandene Kirche wurde bereits 1528 evangelische Pfarrkirche. Sie enthält spätromanische Elemente und wurde 1479 erweitert, 1901 und 1964 umgebaut.
Der oberhalb der Bergkirche liegende Bergfriedhof beherbergt mehrere als Naturdenkmäler eingestufte Bäume sowie eine größere Anzahl denkmalgeschützter Grabstätten, außerdem Gräber einiger Persönlichkeiten wie General Friedrich von Wachter (großherzoglich-hessischer Kriegsminister) und der Familie Rudolf von Brasch.

### Fürstenlager
Das Fürstenlager entstand um 1790 als Sommerresidenz der Landgrafen und Großherzöge von Hessen-Darmstadt an einem Brunnen (Goethebrunnen), dessen Wasser damals Heilkraft zugeschrieben wurde. Es liegt in einem Seitental parallel zur Rheinebene.
In dem etwa 46 Hektar großen Park mit vielen exotischen Bäumen, angelegt nach der Art eines englischen Gartens, stehen eine Reihe von Hofgebäuden angeordnet wie in einem gewachsenen Dorf. Ein besonders Merkmal war auch die öffentliche Weise der damaligen Hofhaltung.

### Auerbacher Schloss mit Waldkiefer
Zu den Sehenswürdigkeiten der Burgruine einer großen Hochburg aus dem 13. Jahrhundert in der Grafschaft Katzenelnbogen zählen besonders die knorrige, etwa nur sieben Meter hohe Bonsai-Waldkiefer (Pinus sylvestris), die seit über 300 Jahren auf dem Wehrgang der Schildmauer unterhalb des Aussichtsturmes der Ruine wächst. Die spitzen Nadeln des Baumes fangen Nebeltropfen ein, die dann über die Wachsschicht ablaufen und zu Boden tropfen – genau in den von Platten ausgesparten Bereich des Wehrganges. Botaniker nennen dies Kronentraufe. Außerdem haben Kiefern eine so genannte Pfahlwurzel mit hoher Wurzelenergie. Das bedeutet, dass sich die Wurzeln mit roher Gewalt selbst in kleinste Risse und Spalten drängen, um an die begehrten Nährstoffe zu gelangen. Die Auerbacher Kiefer zählt zu den Naturwundern Deutschlands.
Auf der Straße zum Auerbacher Schloss, von der Darmstädter Straße (B3) der Ernst-Ludwig-Promenade folgend, gelangt man kurz vor dem Pass zwischen Melibokus und Auerberg zur Kapelle Zur Not Gottes weiter bergauf, auf dem Pass, befindet sich der Abzweig der rechts zum Auerbacher Schloss und links zum Melibokus führt. Die Straße bergab kommt man in das Mühltal und über die Bachgasse wieder nach Auerbach.

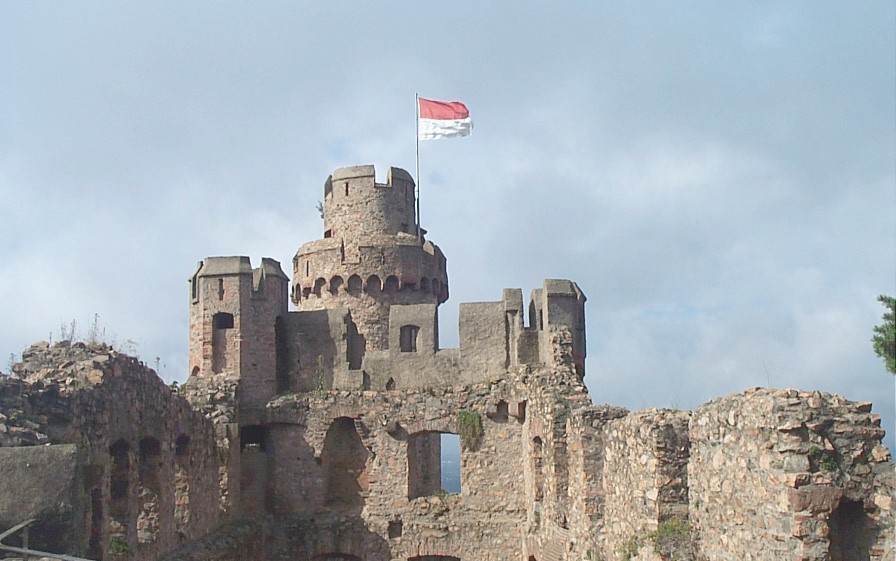
Schloss Auerbach
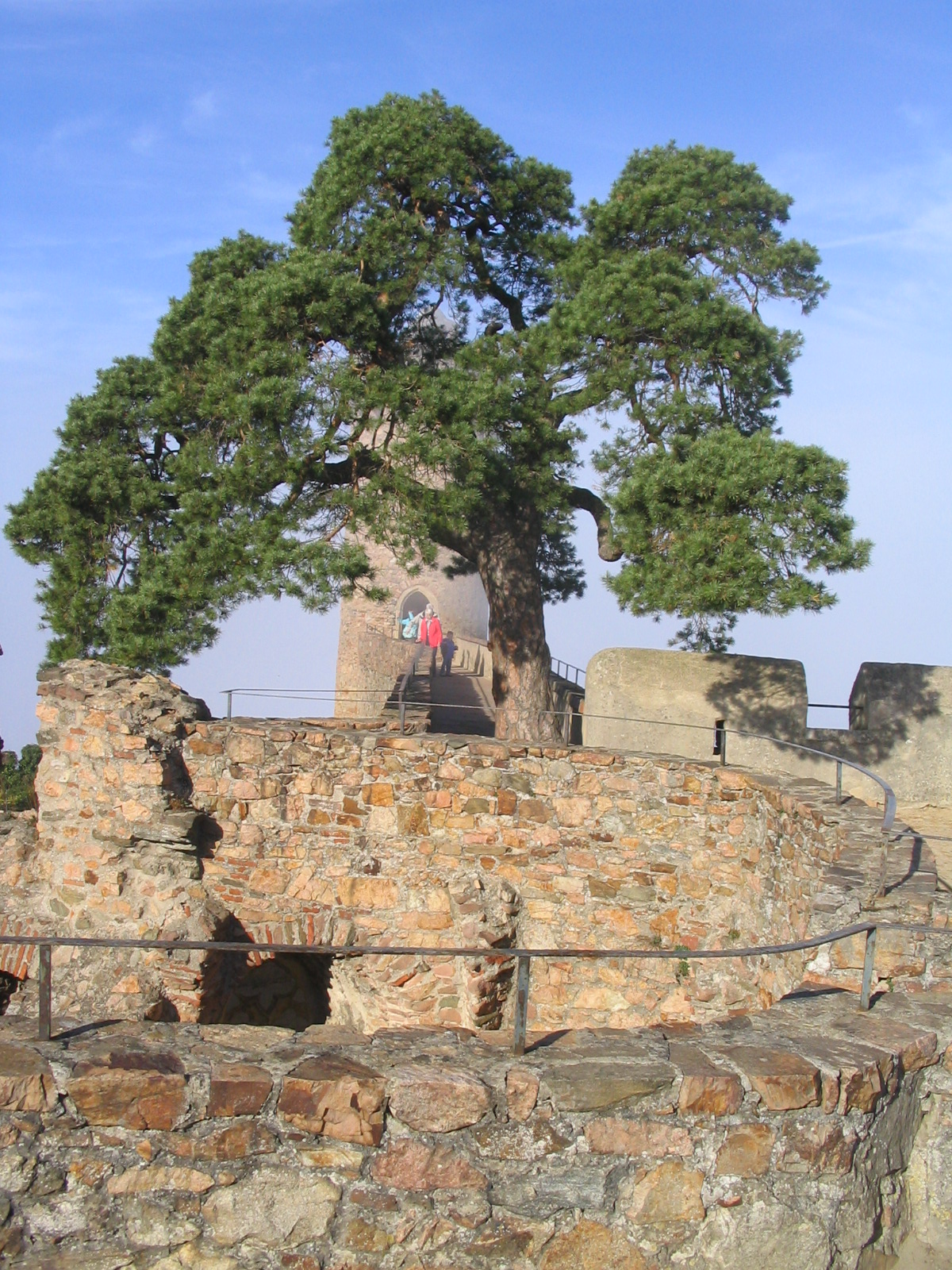
Kiefer auf der Burgmauer

### Wallfahrtsstätte „Zur Not Gottes“
Die Wallfahrtsstätte „Zur Not Gottes“ außerhalb von Auerbach geht auf eine mittelalterliche Kapelle zurück, deren Überreste 1891/92 ausgegraben wurden. Im Mittelalter bestand bei der Kapelle eine Einsiedelei und ein Quellheiligtum. Die heutige Kapelle wurde 1960 errichtet.

### Kirchen

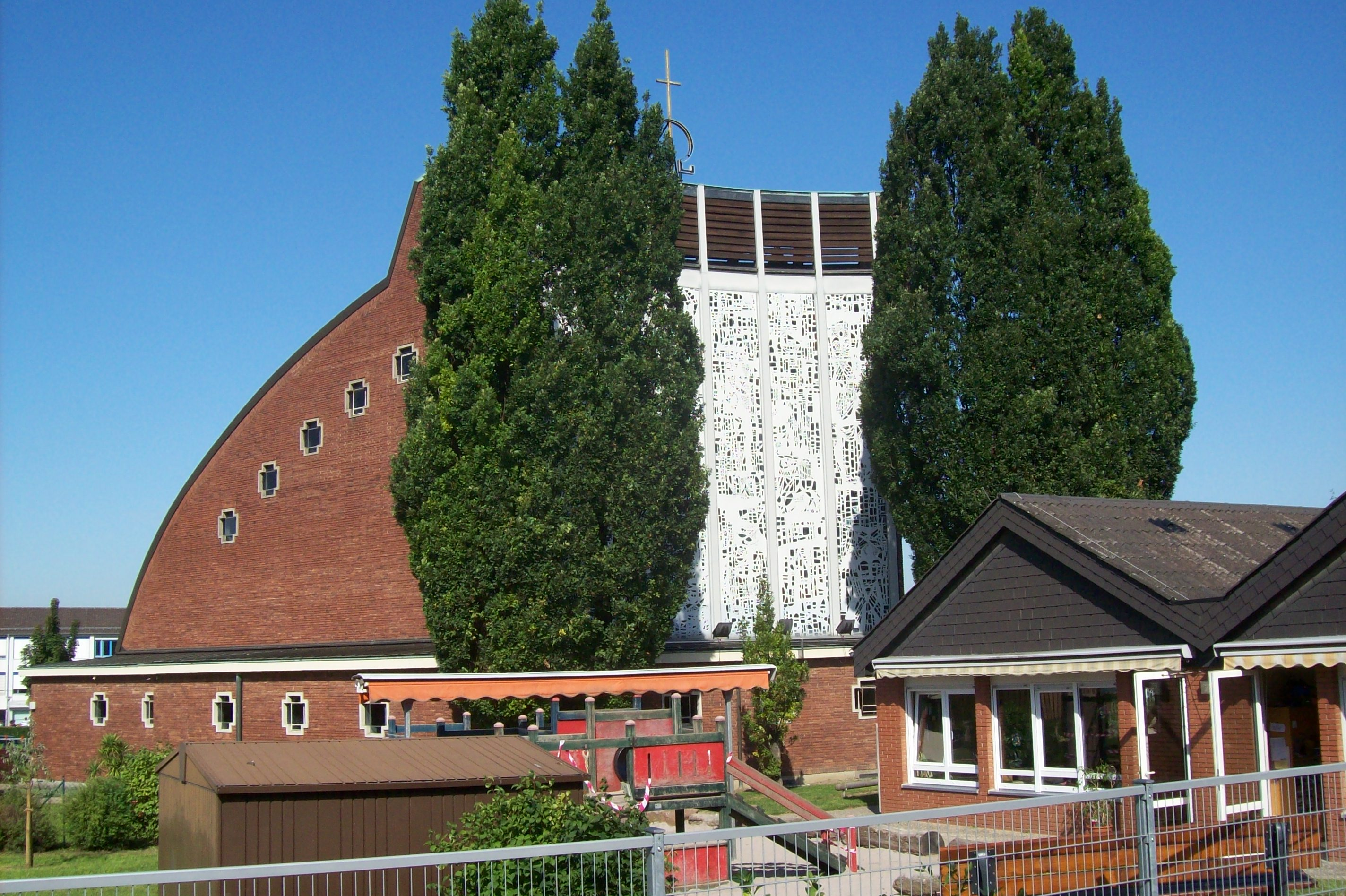
Die Hl.-Kreuz-Kirche von 1959

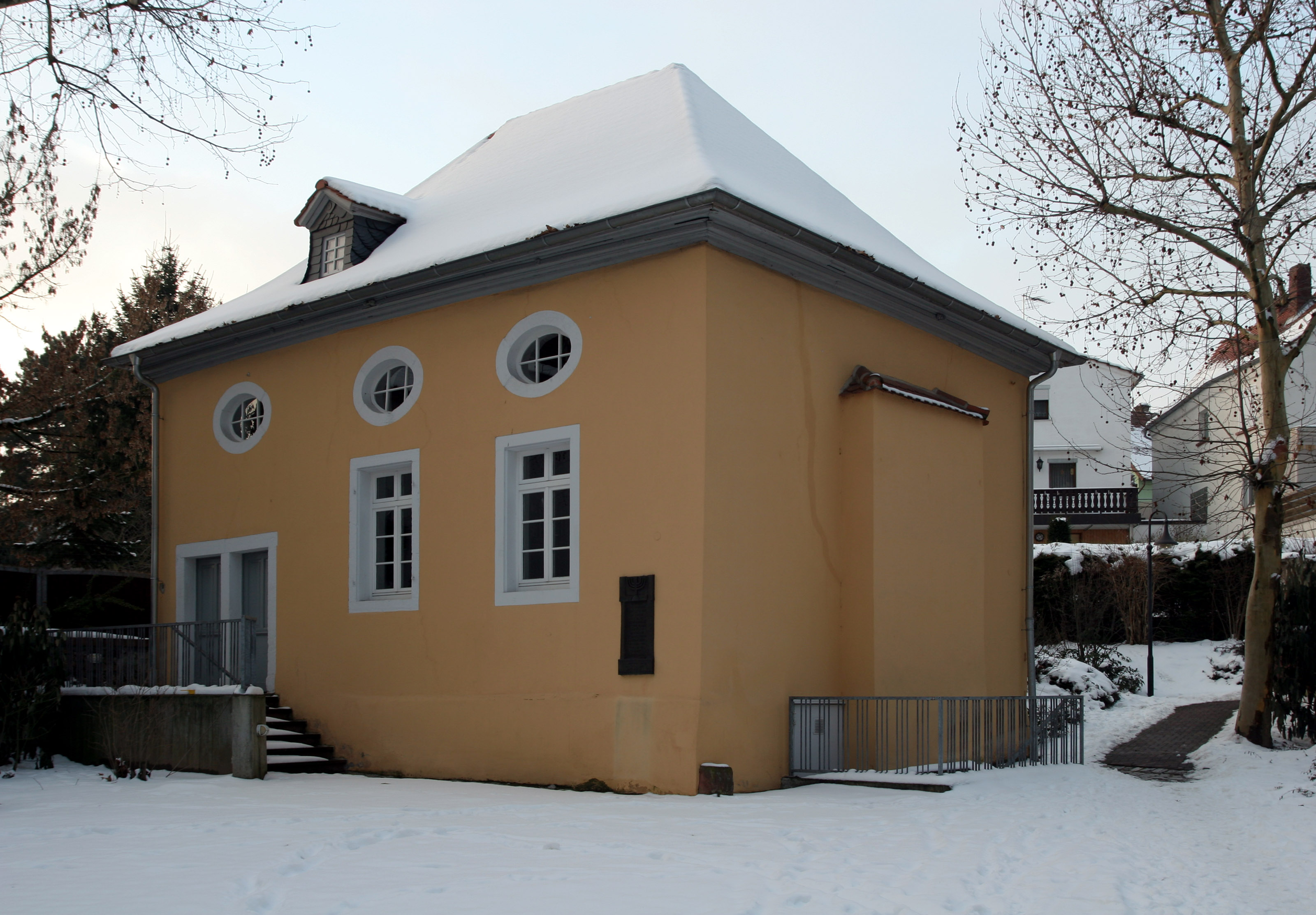
Synagoge Auerbach

- Evangelische Kirchengemeinde Auerbach und Hochstädten, Bergkirche Auerbach
- Katholische Pfarrgemeinde Heilig Kreuz Auerbach und Hochstädten, Heilig-Kreuz-Kirche
- Evangelische Chrischona-Gemeinschaft Auerbach
- Christuskirche: Evangelisch-Freikirchliche Gemeinde Bensheim-Auerbach
- Adventgemeinde Auerbach

### Schutzgebiete
Die Waldflächen in der Gemarkung von Auerbach sind zum großen Teil als Natura 2000-Gebiet „Kniebrecht, Melibocus und Orbishöhe bei Seeheim-Jugenheim, Alsbach und Zwingenberg“ geschützt (FFH-Gebiet 6217-305).

### Regelmäßige Veranstaltungen

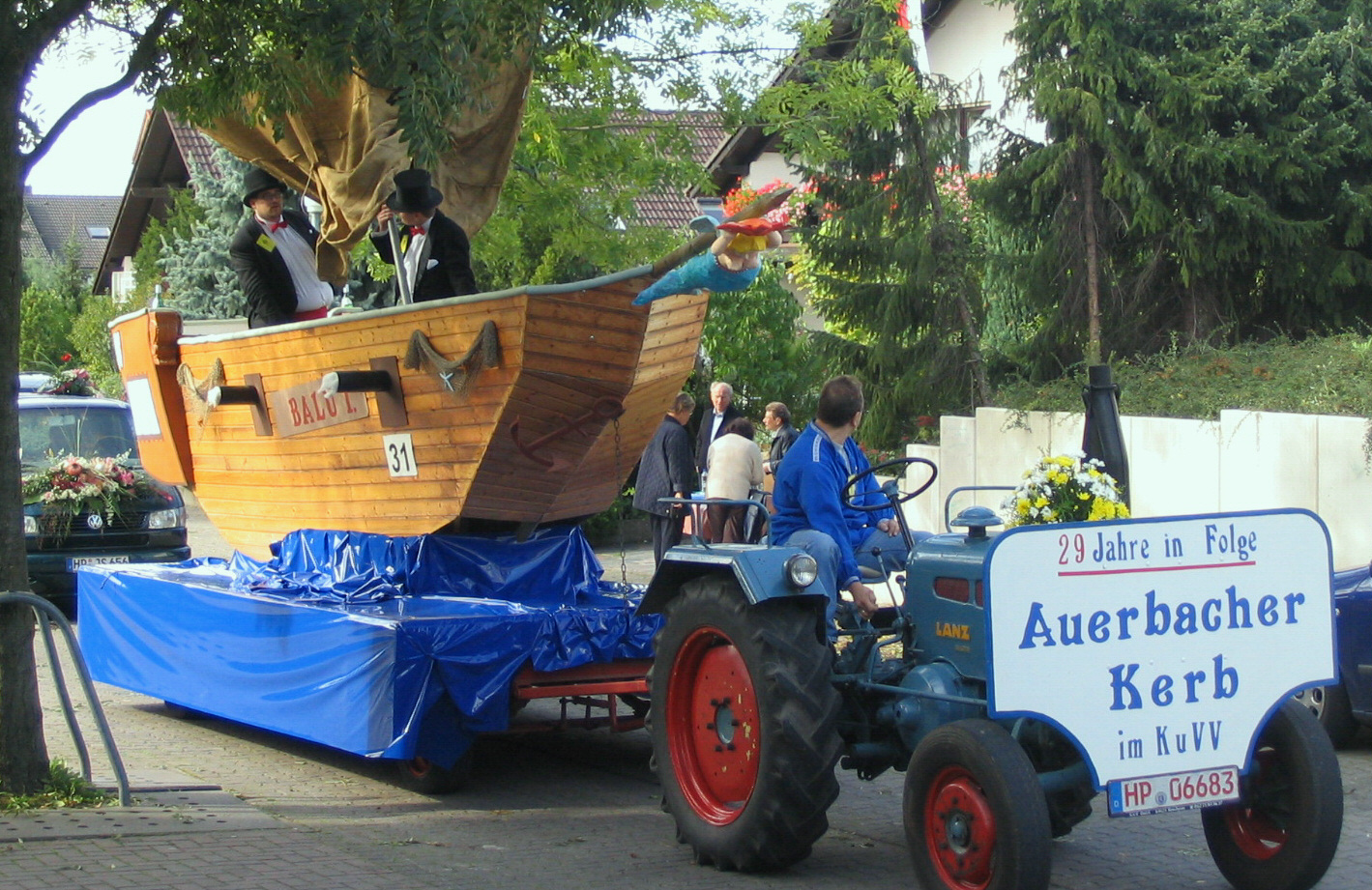
Festwagen der Auerbacher Kerb

- Auerbacher Synagogenverein, Bürger aus Bensheim-Auerbach und aus der näheren und weiteren Umgebung Auerbachs erkannten in der ehemaligen Synagoge Auerbach einen geistigen und kulturellen Auftrag. So wurde am 29. März 1984 auf Initiative der evangelischen und der katholischen Pfarrgemeinden zu Bensheim–Auerbach der Auerbacher Synagogenverein gegründet. Diesem Verein wurde von der Stadt Bensheim die Mitarbeit an der Innengestaltung und die sinnvolle Nutzung der ehemaligen Synagoge Auerbach anvertraut.[35]
- Stadtteildokumentation Bensheim-Auerbach, mit zahlreichen Ausstellungen, hauptsächlich mit alten Fotografien, Zeichnungen und anderen Dokumenten, werden der Bevölkerung die zurückliegenden Zeiten nahegebracht.
- KUNST IM FÜRSTENLAGER, die Gebäude des Fürstenlagers werden regelmäßig für Kunst- bzw. Kusthandwerks-Ausstellungen genutzt.[36][37]
- Internationale Sommerfestspiele Bensheim-Auerbach, das Fürstenlager, die ehemals landgräfliche Kuranlage und Sommerresidenz des Hauses Hessen-Darmstadt – eingebettet in einen Landschaftspark mit historischen Gebäuden, exotischer Pflanzenwelt und mediterranem Flair – gilt als Kulturdenkmal von Rang in Hessen.[38]
- Weinlagenwanderung (1. Mai) seit 1988. Der Weg beginnt in Alsbach und führt durch die Weinberge oberhalb und teilweise durch die vom Weinlagenweg tangierten Städte bis zur hessisch-badischen Grenze bei Heppenheim. Bis zu 40.000 Teilnehmer nehmen an der Veranstaltung teil.
- Seit 1987 findet das Auerbacher Bachgassenfest im Juli statt.

### Gemeinnützige Vereine
- Der 1866 gegründete Verschönerungs- und Kurverein Auerbach in Hessen ist heute der Kur- und Verkehrsverein Auerbach 1866 e. V. und somit eines der ältesten Vereine von Auerbach. Er unterhält die Abteilungen Kerb (Kirchweih) und Künstler im Fürstenlager.[20]

- Die 1890 gegründete Freiwillige Feuerwehr Auerbach e. V. 1890 ist die größte Stadtteilfeuerwehr von Bensheim und unterhält die Abteilungen Einsatzabteilung, Jugendfeuerwehr, Spielmannszug und Ehrenabteilung.[39][40]
- Der Melibokusturmverein betreut den auf Auerbacher Gemarkung liegenden Aussichtsturm auf dem Melibokus.
- Der 1998 gegründete gemeinnützige Verein NITYA SEVA e. V.[41] kümmert sich in seinen beiden Kinderheimen in Bhopal / Indien um ehemalige Straßen-, Slum- und Bahnsteig- sowie um Waisen- und kranke Kinder.
- Die Stadtteildokumentation Auerbach veranstaltet jährlich Ausstellungen zur Geschichte des Ortsteils und unterhält ein umfangreiches Bilderarchiv zu Auerbach.[42]

### Sportvereine
- HSG Bensheim/Auerbach, Handball, die Heimspiele werden in der Weststadthalle ausgetragen
- TSV Rot-Weiß 1881 Auerbach e. V., der größte Verein in Auerbach mit über 3000 Mitgliedern. 1977 stand die Handball Damenmannschaft im Endspiel um die Deutsche Meisterschaft, das aber mit 7:12 verloren wurde.[43]
- PSG-Auerbach 1570 e. V., Schützenverein mit ca. 220 Mitgliedern. Schießdisziplinen: Luftgewehr und Luftpistole, KK-Sportgewehr, Kurzwaffen (Klein- und Großkaliber); Schützenhaus auf der Schönberger Höhe mit Schießständen (10 m, 25 m, 50 m und 100 m).
- Minigolf-Sport-Club Bensheim-Auerbach e. V.; Mannschaften in der 1. Bundesliga: 1. Damenmannschaft, Mannschaften in der Regionalliga: 1. Herrenmannschaft.

## Wirtschaft und Infrastruktur

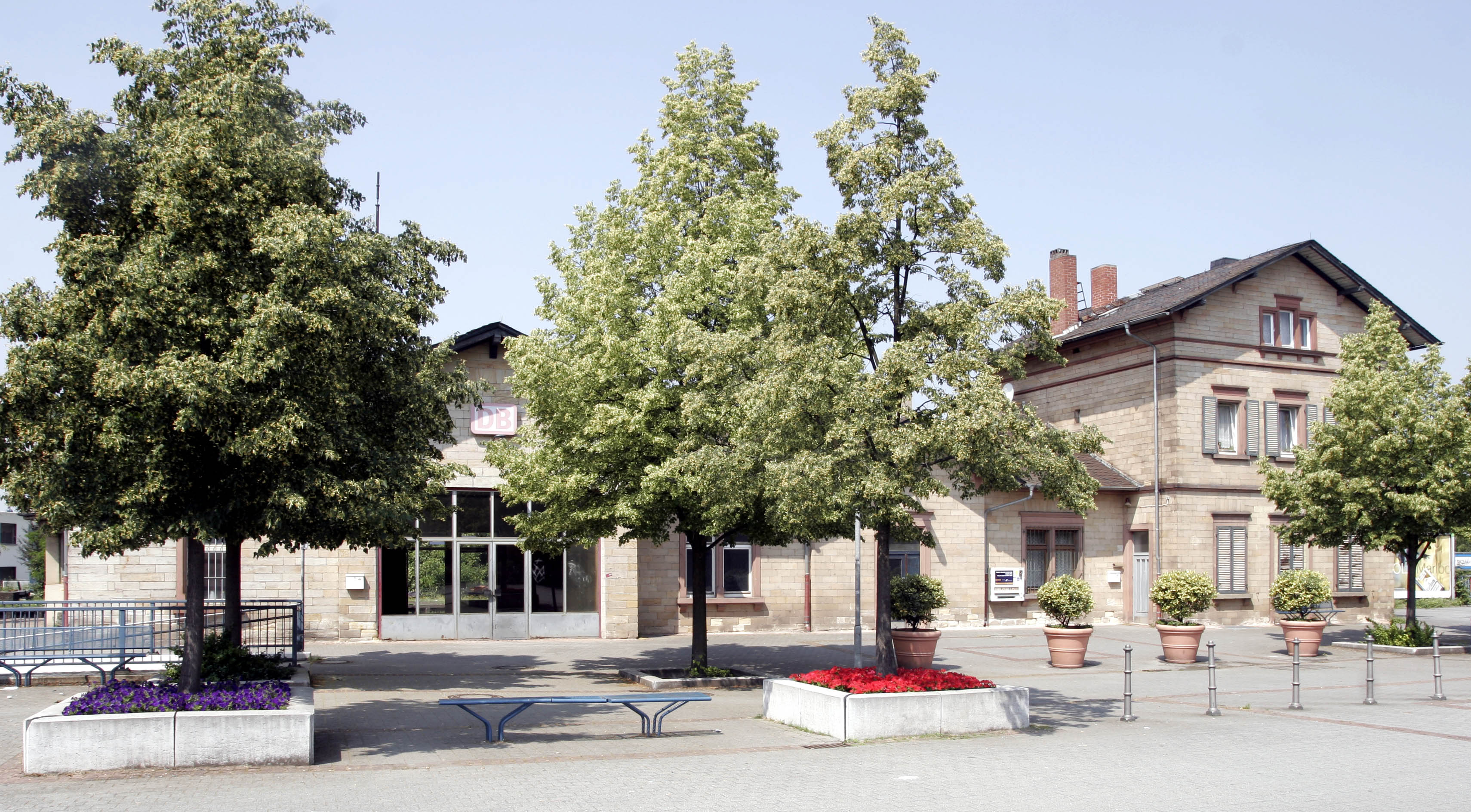
Der Auerbacher Bahnhof

Auerbach ist mittelständisch geprägt. Einzelhändler, Handwerksbetriebe, Gastronomie, Ärzte und Medizinische Betriebe sowie Freiberufler bestimmen das Ortsbild.
Im Gewerbegebiet westlich der Bahnlinie, am Berliner Ring gelegen, haben sich viele Gewerbebetriebe angesiedelt.
Anfang der 1960er Jahre wurden die landwirtschaftlichen Betriebe aus dem Ort in die sogenannten Aussiedlerhöfe, vor die Tore Auerbachs, in das Hessische Ried verlegt. Im Ort sind heute noch die Weingüter Rothweiler, Seitz, und Steinmüller.

Die Gelände von Gartenbaubetrieben wurden aufgegeben und mit Wohnhäusern bebaut.

### Weinbau
Auerbach liegt in dem Weinbaugebiet Hessische Bergstraße, im Weinbaubereich Region Starkenburg, mit der bekannten Großlage Auerbacher Rott. Da die Rebanbauflächen an der Bergstraße nicht sehr groß sind, wurden in Auerbach nur zwei Einzellagen ausgewiesen: der Auerbacher Höllberg und der Auerbacher Fürstenlager. Zu der Großlage Auerbacher Rott gehören noch die Lagen Alsbacher Schöntal, Zwingenberger Steingeröll und Zwingenberger Alte Burg.

Die Weinberge liegen an den Hängen des Melibokus und des Auerbergs, ziehen sich über das Fürstenlager zum Altarberg und erreichen hier Schönberg und Bensheim mit eigenen Lagen.

In Auerbach wurde traditionell Riesling, Müller-Thurgau und Silvaner angebaut. Im Laufe der Jahre (seit ca. 1980) kamen immer weitere Rebsorten hinzu und es werden sogar Rotweine angebaut, was für die Hessische Bergstraße nicht gerade typisch ist.

Einige Weingüter in Auerbach und der näheren Umgebung, sowie die Bergsträßer Winzer eG in Heppenheim, besorgen den Ausbau des Auerbacher Weins, der zum überwiegenden Teil in der Region konsumiert wird. Die Winzer widmen sich mittlerweile auch der Produktion von Sekt und Secco sowie von Trester- und Obstbränden.
Schon die Katzenelnbogener bauten Wein in Auerbach an, so sind 1258 die Weinlage Grafenweinberg unterhalb der Burg, 1318 der Weinberg Reubere und 1410 wird die Rebsorte Urbergen Wyne benannt. 1732 erstmals Nennung von Wingerten im sogenannten Roth zu Auerbach. Der Hang hinter dem Herrenhaus im Fürstenlager war von der Darmstädter Grafschaft als Weinberg angepflanzt. Der Auerbacher Fürstenlager zeugt heute noch von diesem historischen Fürstenlagerwein.

### Gastronomie

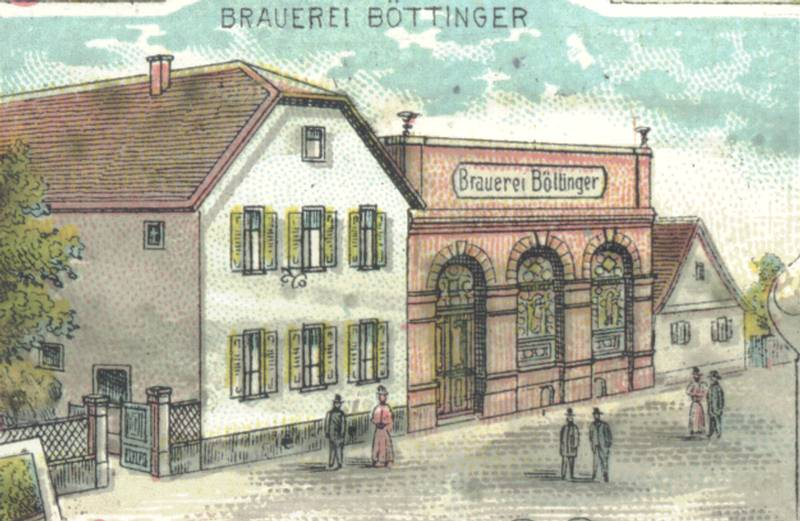
Ehemalige Brauerei Böttinger mit heutiger Gaststätte Zum Holzwurm

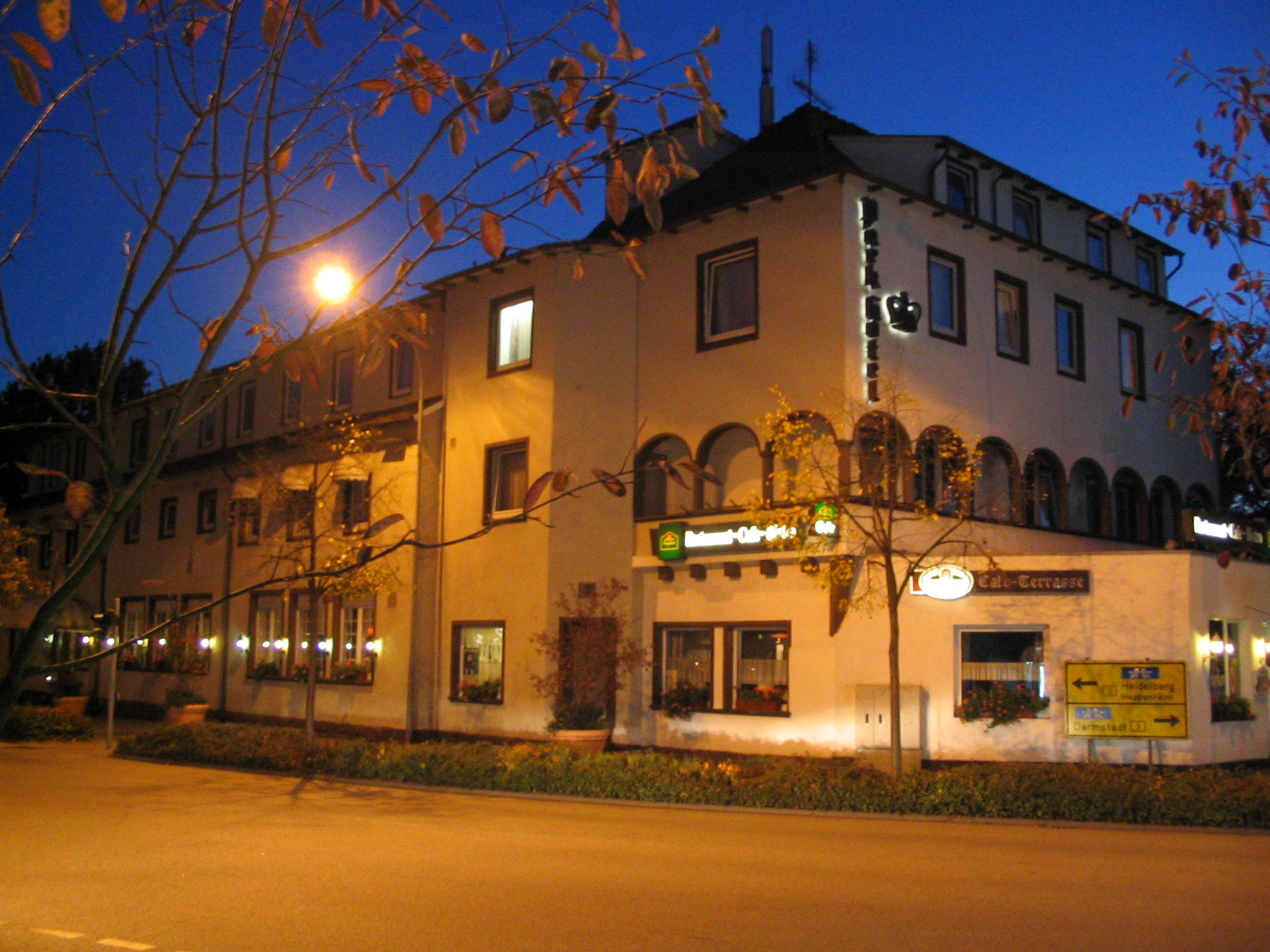
Kronehotel Bensheim-Auerbach am Abend

Die gastronomische Seite von Auerbach zeigt sich genauso vielseitig wie der Ort selbst, wobei es keinen gastronomischen Mittelpunkt gibt, die Gaststätten verteilen sich über den ganzen Ort.
Jedes zweite Wochenende im Juli findet das Auerbacher Bachgassenfest statt. Anwohner der Bachgasse und Vereine öffnen die Höfe, stellen Bänke und Tische auf die Gass und feiern, bis die letzten Gäste gegangen sind. Bis zu 20.000 Besucher hat diese Veranstaltung.
Seit 2005 findet immer am Sonntag das Seifenkistenrennen statt, das viele Besucher in seinen Bann zieht.
Geschichtliches:

1849 lebte der Dichter Joseph Victor von Scheffel als Flüchtling der Badischen Revolution im Parkhotel Krone, dem ältesten Haus am Platz, gegründet 1655 als Gasthaus: Fürstliche Herberge zur Güldenen Krone. Nach ihm ist der Scheffelsaal in diesem Haus benannt.
1859 wurde die Brauerei W. Schweikert in der Darmstädter Straße gebaut. Nach einigen Besitzerwechseln; Brauerei Heinrich Böttinger, Brauerei Jean Gehrig, Böttingers Brauerei Jean Gehrig; wurde sie 1920 geschlossen. In dem Brauereisaal befand sich dann bis 1965 das Kino Deutsche Lichtspiele, kurz DELI genannt. Von der Brauerei ist heute noch die Gaststätte Zum Holzwurm mit dem Biergarten zu sehen.

### Verkehrsanbindung
Durch Auerbach führt die Bundesstraße 3 von Norden nach Süden an der Bergstraße entlang.
Auerbach ist über die Autobahnen 5 (Ausfahrten Bensheim und Zwingenberg) und 67 (Ausfahrt Lorsch und Gernsheim) mit Kraftfahrzeugen zu erreichen. Der Ort liegt an der Bahnstrecke Frankfurt am Main–Heidelberg und hat einen eigenen Bahnhof, an dem Regionalbahnen halten. Zahlreiche Pendelbusse (Shuttlebusse) verbinden Auerbach mit dem Flughafen Frankfurt.

### Schulen
- Schloßbergschule, Grundschule
- Schillerschule, Grund-, Haupt- und Realschule

## Persönlichkeiten
- Georg Zimmermann (1808–1871), Großherzoglich-Hessischer Hofrat und Kabinettsdirektor
- Joseph Victor von Scheffel (1826–1886), Schriftsteller und Dichter, lebte im Jahr 1849 als Flüchtling der Badischen Revolution in Auerbach. Nach ihm sind der Scheffelsaal im Parkhotel Krone und der Scheffelplatz in der Wolfsschlucht benannt.
- Heinrich Metzendorf (1866–1923), der Baumeister der Bergstraße hinterließ auch in Auerbach seine Spuren in zahlreichen Metzendorf-Villen.
- Ludwig Hoffmann (1868–1943), preußischer Bergmeister und Industriemanager
- Johann Georg Brückmann (1896–1973), gebürtiger Auerbacher; war für die NSDAP Bürgermeister von Bensheim und hessischer Landtagsabgeordneter
- Heinrich Winter (1898–1964), Heimatforscher; starb in Auerbach
- Martin Robbe (1932–2013), Historiker und Orientalist, spezialisiert auf Entwicklungsländer und insbesondere den Nahen Osten; wurde in Auerbach geboren.
- Karl Wilfried Hamel (1942–2015), langjähriger Ortsvorsteher, Vorsitzender des Kur- und Verkehrsvereins und Heimatforscher
- Werner Buggisch (1943–2019), Geologe; wurde in Auerbach geboren
- Nicolai Borger (* 1974), Schriftsteller und Regisseur; geboren und aufgewachsen in Auerbach